# NGC 6023
NGC 6023 ist eine 13,3 mag helle Elliptische Galaxie mit aktivem Galaxienkern vom Hubble-Typ E3 im Sternbild Schlange und etwa 500 Millionen Lichtjahre von der Milchstraße entfernt.
Sie wurde am 19. Mai 1881 von Édouard Stephan entdeckt.